# Industrial Health
Industrial Health, abgekürzt Ind. Health, ist eine wissenschaftliche Fachzeitschrift, die vom japanischen National Institute of Occupational Safety & Health veröffentlicht wird. Derzeit erscheint die Zeitschrift mit sechs Ausgaben im Jahr. Es werden Arbeiten aus dem Bereich der Arbeitsmedizin veröffentlicht.
Der Impact Factor der Zeitschrift lag im Jahr 2018 bei 1,319.